# EncroChat
O EncroChat foi um provedor de serviços e redes de comunicações, supostamente usado por membros de gangues para planear inúmeras atividades criminosas. O EncroChat foi infiltrado pela polícia entre Junho e Julho de 2020 durante uma investigação simultânea na Europa.

## Antecedentes
O serviço EncroChat estava disponível para aparelhos Android As funções de GPS, câmara e microfone foram desativadas nos aparelhos. Em julho de 2020, os dispositivos custavam 1 000 euros cada, e 1 500 euros por um contrato de seis meses de subscrição ao serviço. Nesse mês, e só no Reino Unido, o serviço tinha 10 mil utilizadores. Os aparelhos usavam o chipset BQ Aquaris X2 e executavam duas instâncias lado a lado do sistema operacional: uma inocente para fachada pública e outra com recursos de privacidade ativados. O EncroChat apresentava um aplicativo de mensagens personalizado que roteava mensagens através dum servidor central. Um recurso de "botão de pânico" estava disponível e quando um determinado PIN era inserido no dispositivo no ecrã de desbloqueio, o computador apagava os dados no telefone. O sistema de mensagens criptografadas foi descoberto pela Gendarmerie francesa em 2017, juntamente com telefones confiscados durante operações contra gangues de crime organizado. Em Dezembro 2018, foi relatado que o assassino que matou Paul Massey e John Kinsella tinha uma conta no EncroChat.

## Infiltração
A Agência Nacional de Crimes (National Crime Agency) da Grã-Bretanha começou a tentar infiltrar-se na rede em 2016; tendo-se, a francesa Gendarmeria Nacional juntado nestes esforços em 2017. A investigação acelerou no início de 2019 após o recebimento de fundos da UE, e uma equipe conjunta de investigação (JIT) ter sido formada entre as autoridades francesas e a polícia holandesa em Abril de 2020. A inteligência e o conhecimento técnico da Agência Nacional de Crimes permitiram à Gendarmeria Nacional e à Policia holandesa (Politie Nederland) intercetar mensagens, colocando "um dispositivo técnico" nos servidores do EncroChat na França. Esses dados foram distribuídos pela Europol e pela Agência Nacional de Crimes, tecnologia de análise de dados para automaticamente “identificar e localizar criminosos, analisando milhões de mensagens e centenas de milhares de imagens".
Mais tarde, a EncroChat informou o Vice News que tinha fechado "após vários ataques realizados por uma organização estrangeira que parecia  originar no Reino Unido". A Europol e a Agência Nacional do Crime recusaram-se a comentar. Segundo as autoridades francesas, 90% dos utilizadores do EncroChat eram criminosos, e a Agência Nacional Britânica de Crimes disse que a evidência indicava utilização exclusivamente criminosa.

## Impacto

### Equipa Europeia de Investigação Conjunta
O JIT, com nome de código Emma 95 na França, Lemont na Holanda e apoiado pela Europol, permitiu a captação em tempo real de milhões de mensagens entre suspeitos, e as informações também foram partilhadas com as autoridades de vários países que não estavam a participar ativamente no JIT, incluindo o Reino Unido, Suécia e Noruega. A polícia holandesa prendeu mais de 100 suspeitos e apreendeu mais de oito toneladas de cocaína, cerca de oito toneladas de metanfetamina, dezenas de armas e carros de luxo e quase 20 milhões de euros em dinheiro. As autoridades francesas recusaram divulgar publicamente informação sobre as prisões na época.

### Operação Venetic
Operação Venetic é o nome da operação concertada da Agência Nacional do Crime do Reino Unido. Como resultado da infiltração da rede, a polícia britânica prendeu 746 indivíduos, incluindo os principais chefes do crime organizado, intercetou duas toneladas de drogas (com um valor de rua na época superior a 100 milhões de libras esterlinas), apreendeu 54 milhões de libras em dinheiro, além de armas, incluindo metralhadoras, revólveres, granadas, uma espingarda de assalto AK47 e mais de 1 800 cartuchos de munição. Mais de 28 milhões de comprimidos do sedativo Etizolam foram apreendidos. Vários polícias e agentes de lei corruptos foram também identificados.